# Flip (jeu)
Pour les articles homonymes, voir Flip.
Flip (également appelé Speed) est un jeu de société traditionnel qui se pratique à deux joueurs, généralement avec deux jeux de 52 cartes.

## Principe général
Chaque joueur dispose d'un paquet de cartes face cachée. Il doit être le premier à se débarrasser de ses cartes sur deux piles de défausses au centre de la table.

## Règle du jeu

### Matériel
- deux jeux de 52 cartes
- une table
- deux chaises
- un tapis si vous jouez à même le sol

### Mise en place du jeu
Les deux joueurs mélangent soigneusement leur jeu, ou mieux, chacun mélange le jeu de son adversaire. Après quoi on dispose deux cartes au centre de la table qui seront les bases des deux piles de défausse. Pour cela, chaque joueur retourne la première carte de son paquet.
Chaque joueur conserve devant lui, légèrement de côté, le reste de son paquet de cartes.

### But du jeu
Etre le premier à se débarrasser de toutes ses cartes.

### Déroulement
```
 Chaque joueurs doit se servir uniquement de sa main dominante, et l'autre doit être derrière le dos pendant le jeu (mains gauche derrière le dos pour un droitier, mains droite derrière le dos pour un gaucher). Le paquet de carte des joueurs doit être a du côté de la main non dominante (paquet de carte à gauche pour un droitier, à droite pour un gaucher).
```

```
 Au signal, chacun retourne rapidement devant lui sur la table les 5 premières cartes de son paquet et doit les retourner qu'au top depart. Puis il faut essayer de défausser ses cartes sur l'une des deux piles centrales. La règle de défausse est simple : une carte doit avoir une différence de 1 avec la carte actuellement visible au sommet de la défausse. Par exemple, sur un 10, on peut poser un 9 ou un valet. On considère que l'As suit le Roi et précède le 2. Ainsi, sur un As, on peut poser soit un Roi, soit un 2, soit un 7 (le 7 et l'As sont connectés). Lorsqu'on a posé une carte au centre, on peut en retourner une nouvelle du paquet. Le nombre de cartes retournées devant soi ne peut jamais dépasser 5.
```

```
 Les joueurs jouent en même temps. Si les deux possèdent une carte qui peut aller sur une défausse, seul le plus rapide pourra la poser.
```

```
 Jusqu'à 3 cartes de suite peuvent être déposées sur le jeu.
```

```
 Lorsque les deux joueurs conviennent que plus aucune pose n'est possible, ils retournent en même temps la première carte de leur paquet pour constituer deux nouvelles entames sur les piles de défausse.
```

### Fin de partie et vainqueur
Lorsqu'un joueur a terminé son paquet, il a gagné. On peut jouer en plusieurs manches, le gagnant de chaque manche marquant le nombre de cartes qui restaient à son adversaire.